# Loubat Prize
Der Loubat Prize ist ein Wissenschaftspreis, der zwischen 1908 und 1958 im fünfjährigen Abstand von der Columbia University ausgelobt wurde.
Benannt wurde der Preis nach dem US-amerikanischen Philanthropen Joseph Florimond Loubat (1831–1927). Die Columbia University prämierte damit das beste wissenschaftliche Werk in englischer Sprache über Nordamerika.

## Preisträger
- 1908

1. Albert Bernhardt Faust: The German element in the United States.

- 1913

1. George Louis Beer: The origins of the British Colonial Systhem. 1578–1660.
2. John Reed Swanton: Tlinglet myths and Texts und Indian Tribes of the lower Mississippi Valley and adjacent coasts of the gulf of Mexico.

- 1918

1. Clarence Walworth Alvord: The Mississippi Valley in American Politics.
2. Herbert Ingram Priestley: José de Galvez, Visitor-General of New Ypain. 1765–1771.

- 1923

1. Justin Harvey Smith: The war with Mexico.
2. William Henry Holmes: Handbook of American Aboriginal Antiquities.

- 1928 -
- 1933

1. Charles Oscar Paullin: Atlas for the Historical Geography of the United States.
2. Walter Prescott Webb: The Great Plains.

- 1938

1. Samuel Eliot Morison: The founding of Harvard College und The Harvard College in the 17th century.
2. Samuel Kirkland Lothrop: Cocle. An archaeological study of Central Panama.

- 1943

1. Sylvanus Morley: The inscriptions of Peten.
2. Edmund Cody Burnett: The Continental Congress.

- 1948

1. Lawrence Henry Gipson: The British Empire before the American Revolution.
2. Hans Kurath: Linguistic Atlas of New England.

- 1953

1. James G. Randall: Midstream. Lincoln the President.
2. Ralph Hall Brown: Historical geography of the United States.

- 1958

1. Douglas Southall Freeman: George Washington. A biography.
2. Henry August Pochmann: German culture in America. 1600–1900.